# Armand de Gontaut-Biron
Armand de Gontaut, barone di Biron (1524 – Épernay, 26 luglio 1592), è stato un nobile, militare e diplomatico francese.

## Biografia
Originario di un'antica famiglia del Périgord, prestò servizio in Piemonte sotto il maresciallo di Brissac; prese parte, nell'armata cattolica, alle battaglie di Dreux e di Saint-Denis.
In seguito combatté a Moncontour, sebbene fosse vicino agli ugonotti. Nel 1569 fu nominato Gran Maestro dell'artiglieria e fu incaricato, in vece di Henri de Mesmes, signore di Malassise, di concludere con gli ugonotti la Pace di Saint-Germain.
All'indomani del massacro di san Bartolomeo, La Rochelle, città ov'era stato mandato come governatore regio, si rifiutò di riceverlo: il re quindi gli ordinò porla sotto assedio, che ebbe inizio nel novembre 1572; l'11 febbraio 1573 il duca d'Angiò prese il comando dell'armata, che contava 28 000 uomini..
Gontaut-Biron ricevette nel 1577 il bastone di maresciallo ed ebbe il comando successivamente in Guienna, nei Paesi Bassi (battaglia di Steenbergen nel 1583) e nella Saintonge. Alla morte di Enrico III di Francia fu uno dei primi a rioconoscere come re Enrico IV, rendendogli il suo più gran servigio nella battaglia di Arques e nell'assedio di Parigi del 1588; fu colpito a morte durante l'assedio di Épernay.

## Matrimonio e discendenza
Il 6 agosto 1559 Armand de Gontaut-Biron sposò Jeanne, dama d'Ornezan e di Saint-Blancard, figlia ed ereditiera di Bernard, signore d'Ornezan e luogotenente generale delle galere del re, e di Jeanne de Comminges, che era stata una delle dame che avevano accompagnato Elisabetta d'Austria, moglie di Carlo IX di Francia, nel suo ingresso a Parigi.
Dalla coppia nacquero:
- Carlo, duca di Biron, maresciallo di Francia;
- Alessandro;
- Giovanni di Gontaut-Biron, secondo nel portare il nome di famiglia, barone di Biron dopo la morte del fratello Carlo nel 1602;
- Armando;
- Filiberta, andata sposa nel 1575 a Charles de Pierre-Buffière;
- Carlotta, andata sposa nel 1577 a Jacques Nompar de Caumont;
- Anna, andata sposa nel 1591 à Guy-Odet de Lanes, barone de La Roche-Alais;
- Claudio, alleato nel 1600 a Carlo de La Rochefoucauld, signore de Roye, conte di Roucy;
- Luisa, andata sposa nel 1605 à Brandelis de Gironde, marchese di Montclarc en Quercy, signore di Loupiat.